# Avilés
Avilés é uma cidade e um concelho (município) na província e Principado das Astúrias. Tem 26,81 km² de área e em 2019 tinha 78 182 habitantes (densidade: 2 916,2 hab./km²). É a 3ª. maior cidade do principado e possui um dos maiores índices de densidade populacional de todas as Astúrias.
Ocupa cerca de 0,24% da extensão da província a que pertence e é a sua 3.ª maior cidade, a cerca de 26 km da capital (Oviedo).
O seu porto é o segundo mais importante da região, ficando atrás do porto de Gijón. 
As suas festas de carnaval (em asturiano: Antroxu) são consideradas festas de interesse regional.
O município é composto por 6 freguesias (parroquias):
- Avilés (cidade)
- Corros
- Entreviñas
- Laviana
- Miranda
- Navarro

## Demografia
| Variação demográfica do município entre 1991 e 2004 | Variação demográfica do município entre 1991 e 2004 | Variação demográfica do município entre 1991 e 2004 | Variação demográfica do município entre 1991 e 2004 |
| --------------------------------------------------- | --------------------------------------------------- | --------------------------------------------------- | --------------------------------------------------- |
| 1991                                                | 1996                                                | 2001                                                | 2004                                                |
| 85351                                               | 85696                                               | 83185                                               | 83899                                               |

## Equipamentos
- Cemitério de La Carriona - Desenhado pelo arquitecto Ricardo Marcos Bausá e inaugurado em 1890. Repousa aqui Armando Palacio Valdés[2].
- Farol de Avilés[3]

## Cidades irmãs
- St. Augustine ( Estados Unidos)
- Saint Nazaire ( França)
- El Aiune ( Marrocos)
- Cárdenas ( Cuba)